# Рур (приток Рейна)
Рур (нем. Ruhr) — река в земле Северный Рейн-Вестфалия (Германия), правый приток Рейна. Благодаря ей получил своё название Рурский бассейн — крупнейший индустриальный регион Европы.
Крупные притоки: Хилле, Негер, Хенне, Венне, Рёр, Мёне, Хённе, Барбах, Ленне, Фольме, Дайльбах.
Крупные города на Руре: Винтерберг, Мешеде, Изерлон, Дортмунд, Хаген, Виттен, Бохум, Хаттинген, Эссен, Мюльхайм-ан-дер-Рур, Дуйсбург.
На Руре построено 17 шлюзов. Последний шлюз перед впадением в Рейн — Дуйсбургский шлюз.

## Течение
Исток Рура находится в Ротхааргебирге, на северном склоне горы Руркопф, на высоте 674 м. Там же проходит водораздел Рейн-Везер. В то время как Рур протекает по северному и западному склону горы, на юго-востоке берёт своё начало река Орке, текущая в восточном направлении и впадающая в Эдер, чьи воды через Фульду попадают в Везер.
Отходя от своего истока, река течёт вдоль скоростной трассы B 480 на север, возле Ольсберга поворачивает на запад. Проходя через Мешеде, Рур течёт дальше вдоль автобана A46, мимо Дортмунда и Хагена, где в неё впадает Ленне. Благодаря этому среднегодовой расход воды практически удваивается с 30 м³/с до 55 м³/с. Далее неподалёку от Веттера Рур образует дугу вокруг Ардайских гор, а затем течёт в западном направлении через Рурский бассейн.
После 217 км пути и 159 мостов Рур впадает в Рейн на высоте 17 м над уровнем моря в дуйсбургском районе Рурорт.

## Водохранилища
В 20-70-х годах XX столетия на Руре было построено 6 водохранилищ: Хенгзен, Хенгстайзе, Харкортзе, Кемнадер-Зе, Бальденайзе и Кеттвигер-Зе.